# Medusa

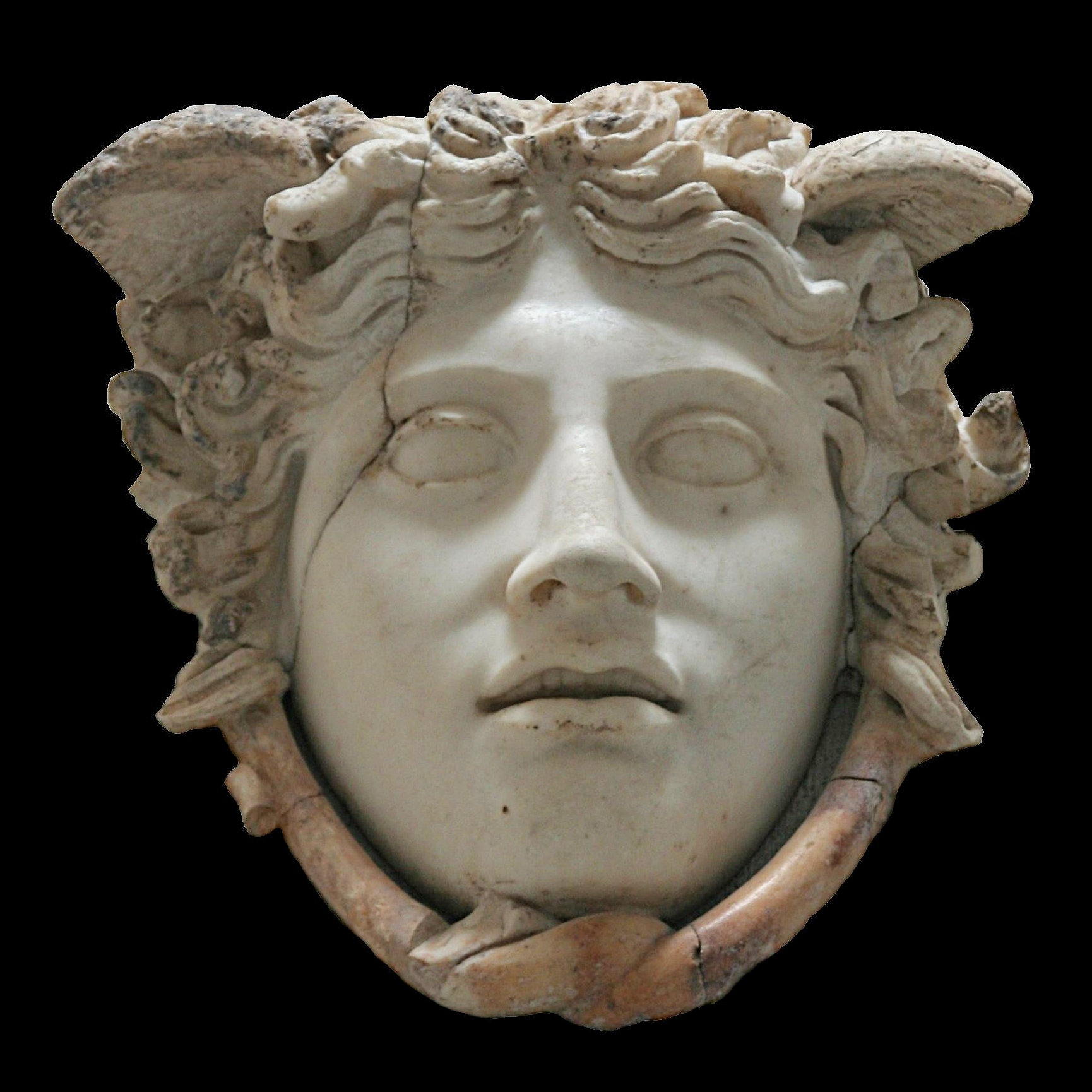
Medusa auf dem Schild der Athene im Parthenon (römische Kopie in der Glyptothek München)

Medusa oder Meduse (lateinisch Medūsa, altgriechisch Μέδουσα Médousa) ist in der griechischen Mythologie eine Gorgone, die Tochter der Meeresgottheiten Phorkys und Keto sowie die Schwester von Stheno und Euryale. Sie besaß als einzige der drei Gorgonen eine sterbliche Natur.

## Mythos

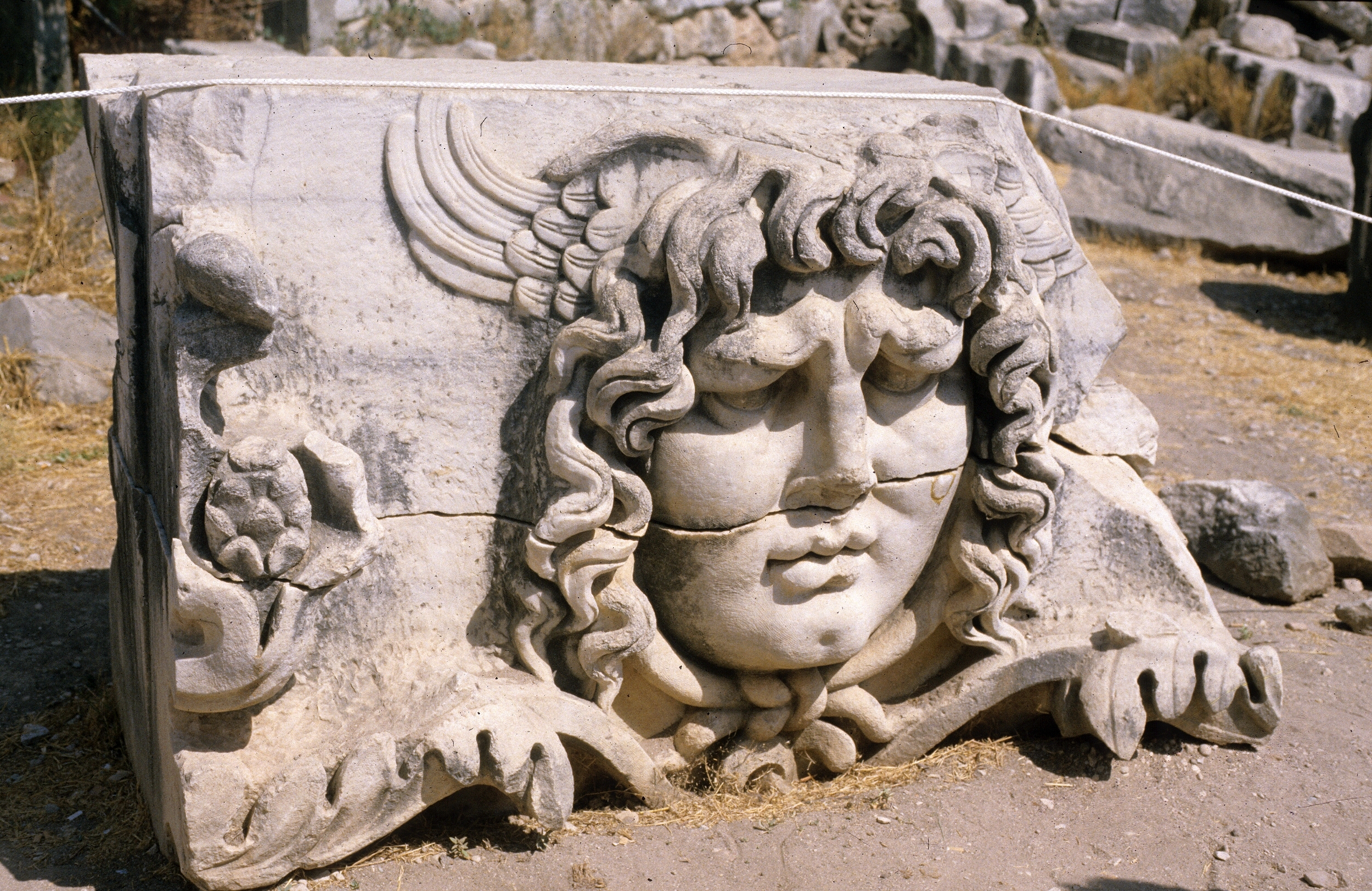
Die Medusa von Didyma

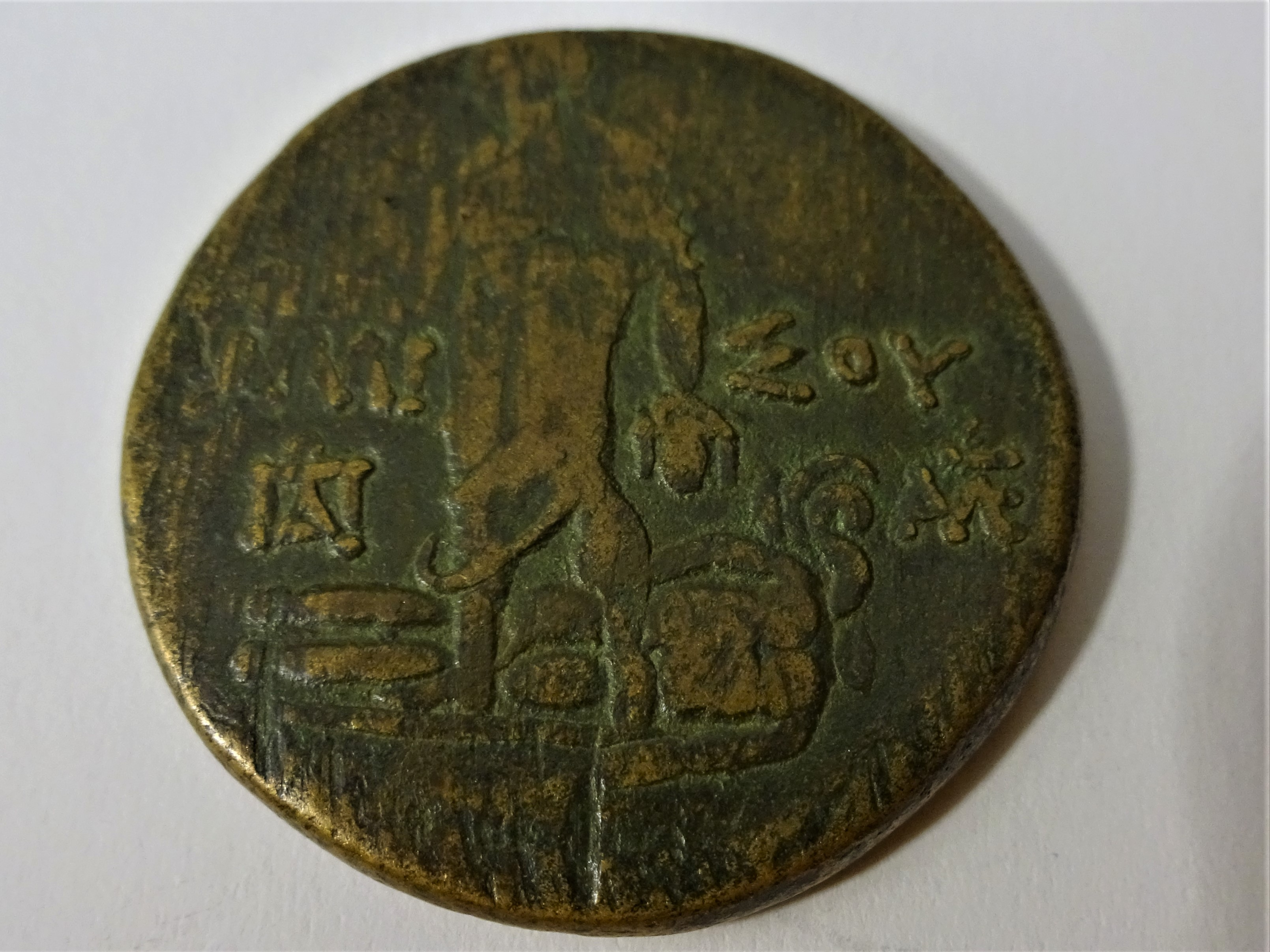
Perseus mit Kopf und Körper der Medusa aus Münze von Amisos

Die drei Schwestern Medusa, Stheno und Euryale, auch die Gorgonen genannt, waren Kinder der chthonischen Götter Phorkys und seiner Schwester Keto und wurden in der griechischen Kunst ursprünglich als von Geburt an missgestaltet angesehen.
Nach einer von verschiedenen Erzählungen war Medusa ursprünglich eine wunderschöne junge Frau. Als aber Pallas Athene in einem ihrer Tempel Poseidon vorfand, der Medusa vergewaltigte, war sie darüber so erzürnt, dass sie Medusa in ein Ungeheuer mit Flügeln und Schlangenhaaren, die Brust mit Ringeln einer Schlange bewaffnet, verwandelte. Ihr Anblick ließ jeden zu Stein erstarren.

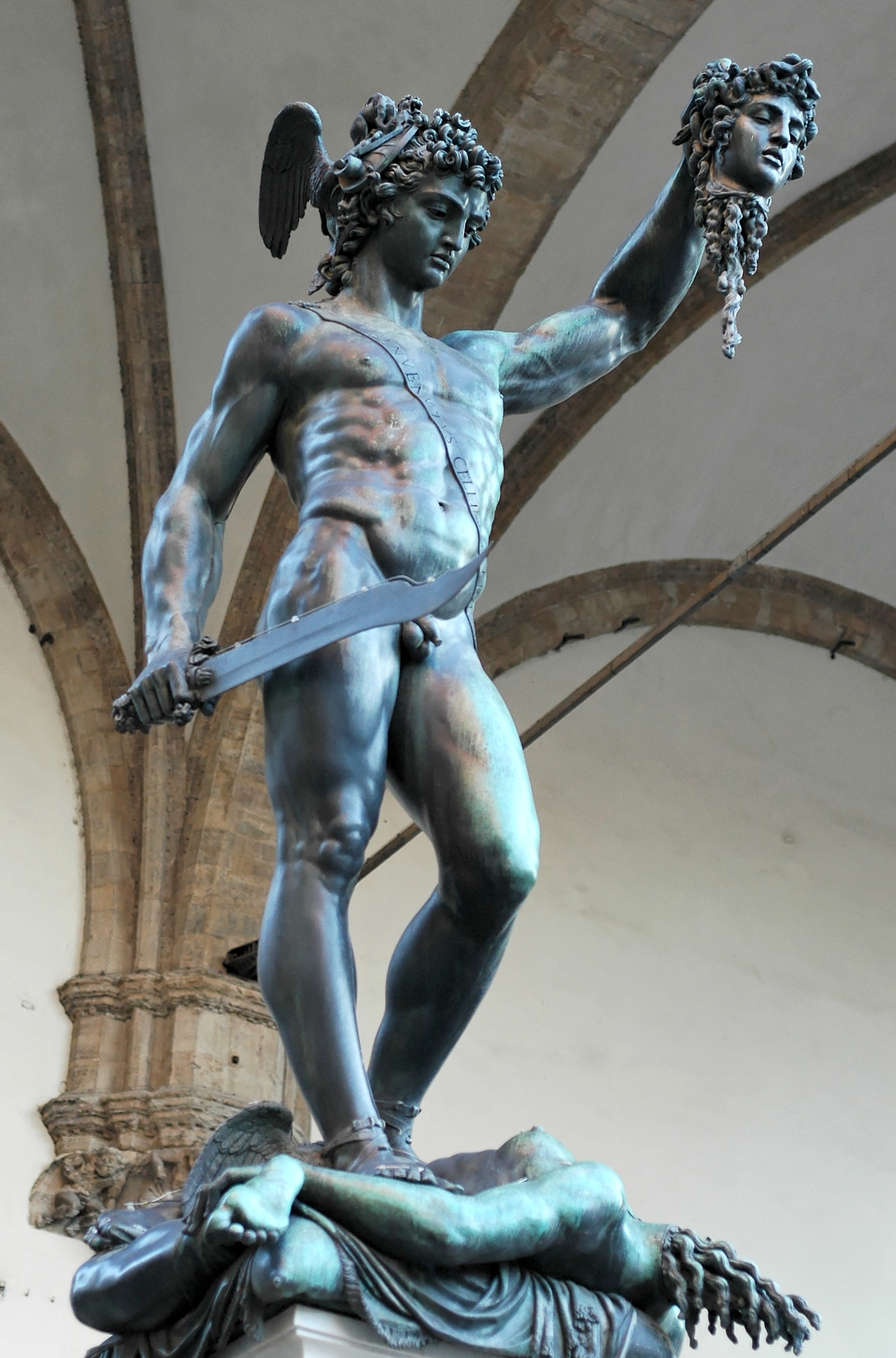
Benvenuto Cellini: Perseus mit dem Haupt der Medusa, Loggia dei Lanzi, Florenz

Mit dieser Gorgone wurde später der Heros Perseus, der Sohn des Göttervaters Zeus und der Prinzessin Danaë, konfrontiert: Polydektes, der zu Perseus’ Missfallen Danaë nachstellte, forderte Perseus auf, ihm das Haupt der Medusa zu bringen, in der Hoffnung, Perseus werde dies – wie alle, die das bisher versucht hatten – nicht überleben. Das hätte für Polydektes den Weg zu Danaë gebahnt.
Doch Perseus hatte Athene auf seiner Seite, die ihm einen verspiegelten Schild lieh. Von Nymphen  bekam er geflügelte Schuhe, einen Sack und eine Tarnkappe, von Hephaistos eine Sichel. In den Flügelschuhen eilte er über den Himmel an das Ende der Welt.  Als die Gorgonen schliefen, pirschte sich Perseus mit Hilfe der Tarnkappe an Medusa heran. Dabei schaute er nicht direkt auf ihr Gesicht, sondern lediglich auf dessen Abbild, das sich in seinem Schild spiegelte. Mit einem gezielten Schlag enthauptete er Medusa, steckte den abgeschlagenen Kopf in den Sack und suchte das Weite. Medusas Schwestern wollten ihr helfen, konnten Perseus aber wegen der Tarnkappe nicht erblicken.
Als Perseus die Medusa enthauptet hatte, entsprang ihrem Körper ein geflügeltes Pferd namens Pegasos; da Medusa von Poseidon geschwängert worden war. Auch der Krieger Chrysaor („Goldschwert“) entsprang dem Rumpf der Medusa.
Das Medusenhaupt im Beutel, flog Perseus mit Pegasos übers Meer nach Äthiopien, wo er die Königstochter Andromeda vor einem Seeungeheuer rettete. Ihr Verlobter Phineus wollte trotz Perseus’ tapferer Tat Andromeda nicht in dessen Händen lassen, worauf im Zweikampf Perseus das Medusenhaupt einsetzte und so Phineus zu Stein erstarren ließ.
Auch in anderen Fällen erwies sich das abgeschlagene Haupt der Medusa als günstige Waffe: Als der Titan Atlas, der das Himmelsgewölbe auf seinen Schultern trug, Perseus die Gastfreundschaft verweigerte, präsentierte dieser ihm das Medusenhaupt, woraufhin Atlas zu einem Gebirge erstarrte – dem Atlasgebirge.
Als übel gesinnte Krieger, deren Anführer die von Perseus befreite und ihm schon vor Jahren versprochene Andromeda heiraten wollte, ihn während seiner Hochzeit angriffen, brauchte Perseus ihnen nur das Haupt der Gorgo zu zeigen, und sie erstarrten wie Atlas zu Stein.
Pallas Athene heftete im Anschluss das Haupt der Medusa als besonderen Schutz auf ihren Schild; später wurde es als das Gorgoneion bekannt. Das Blut der Medusa schenkte Pallas Athene dem Asklepios und dem Erichthonios.

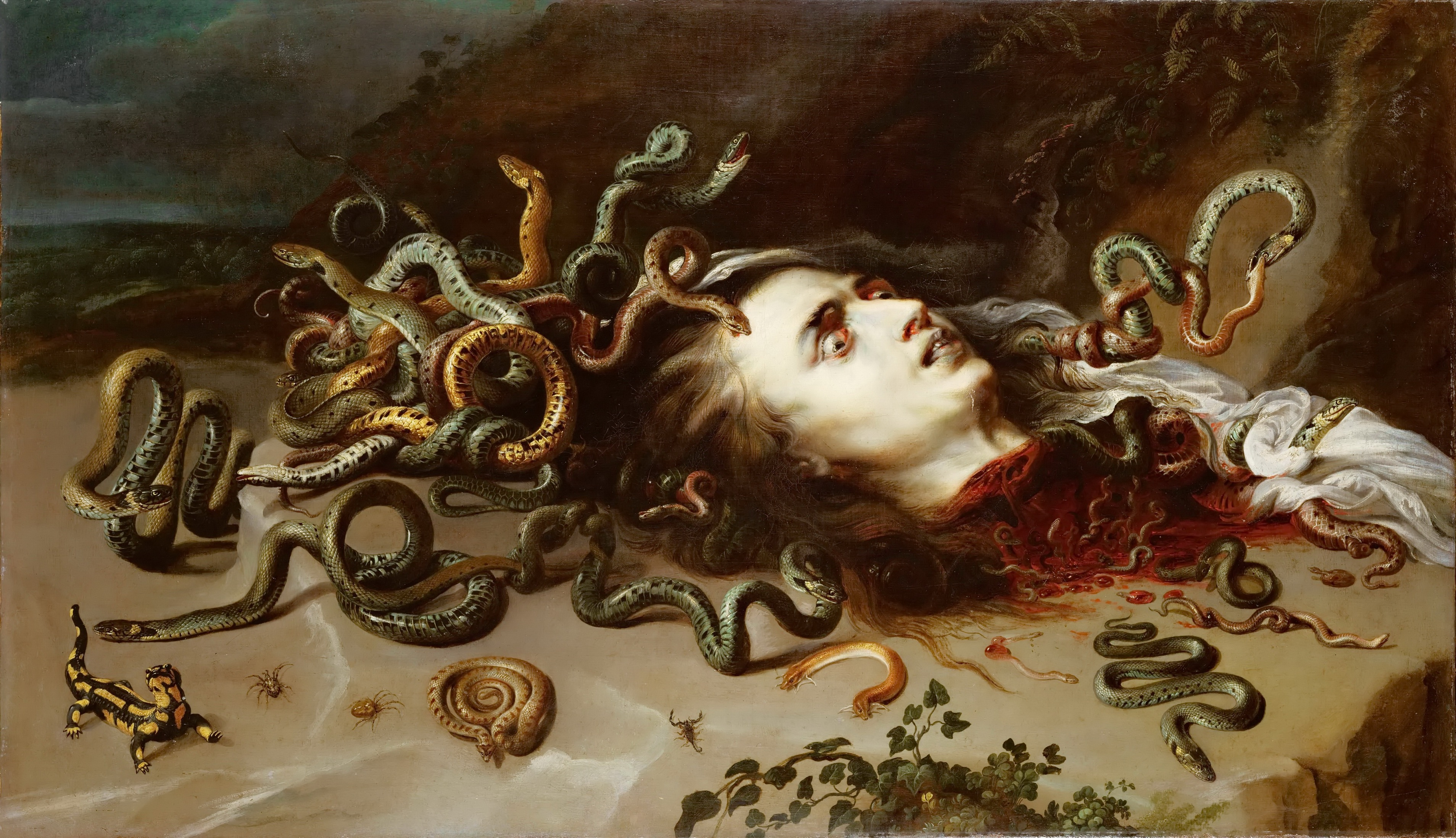
Haupt der Medusa (Peter Paul Rubens und Frans Snyders)
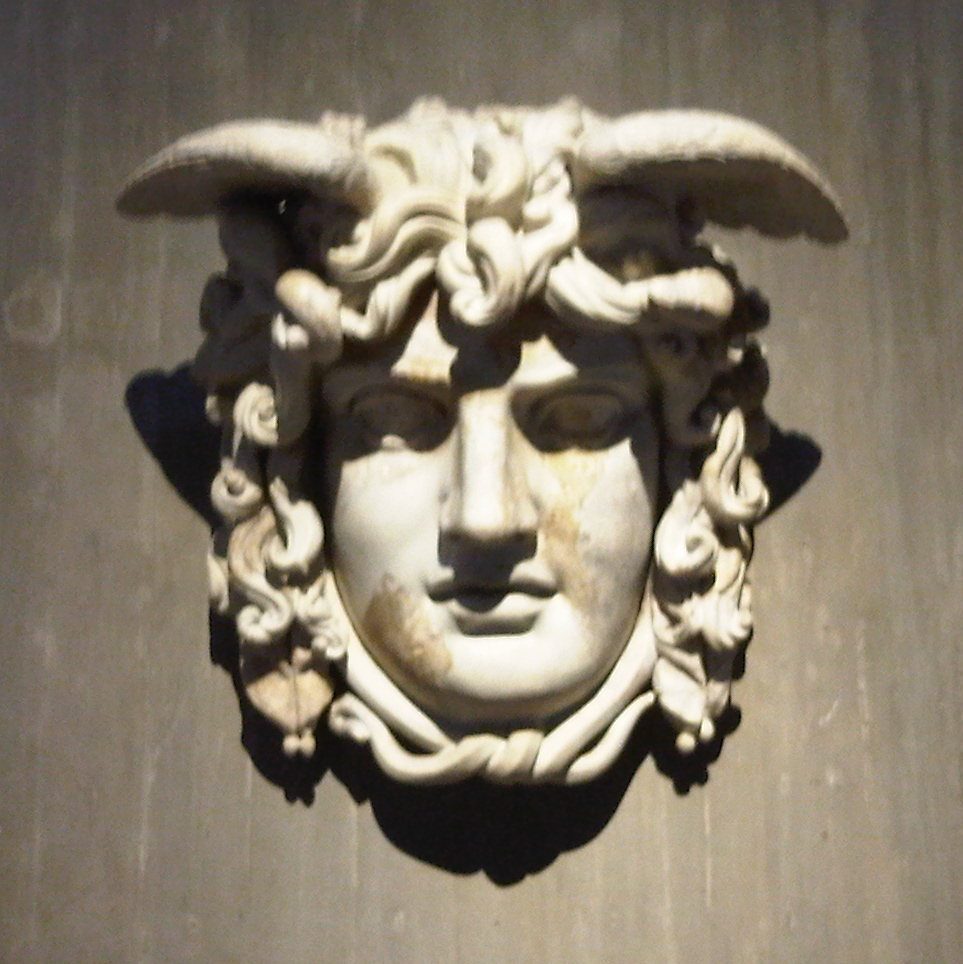
Gorgo Medusa 130 n. Chr. (Römisch-Germanisches Museum)
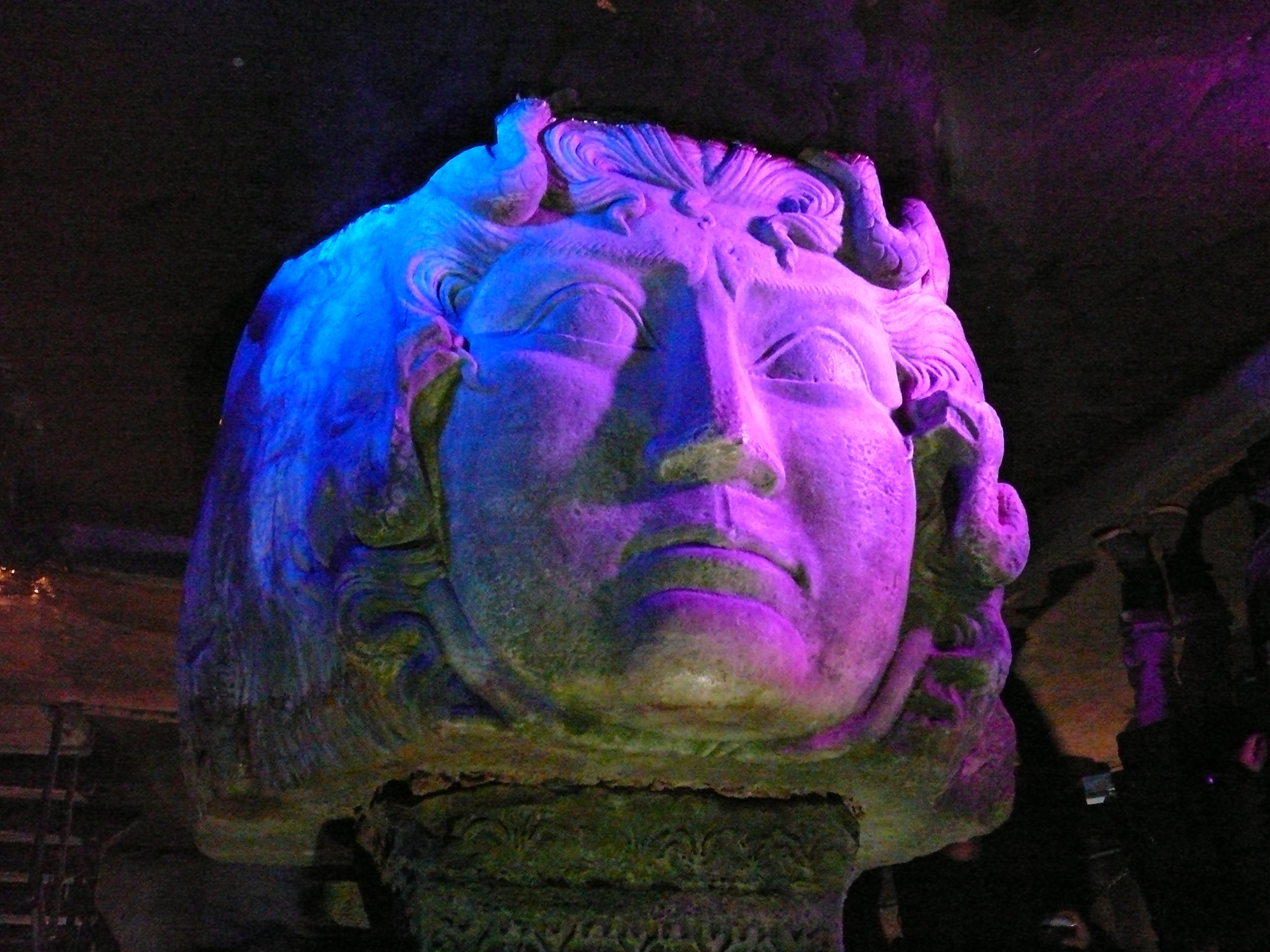
Spolie mit Medusenhaupt (Cisterna Basilica [Yerebatan sarnıcı] Istanbul)
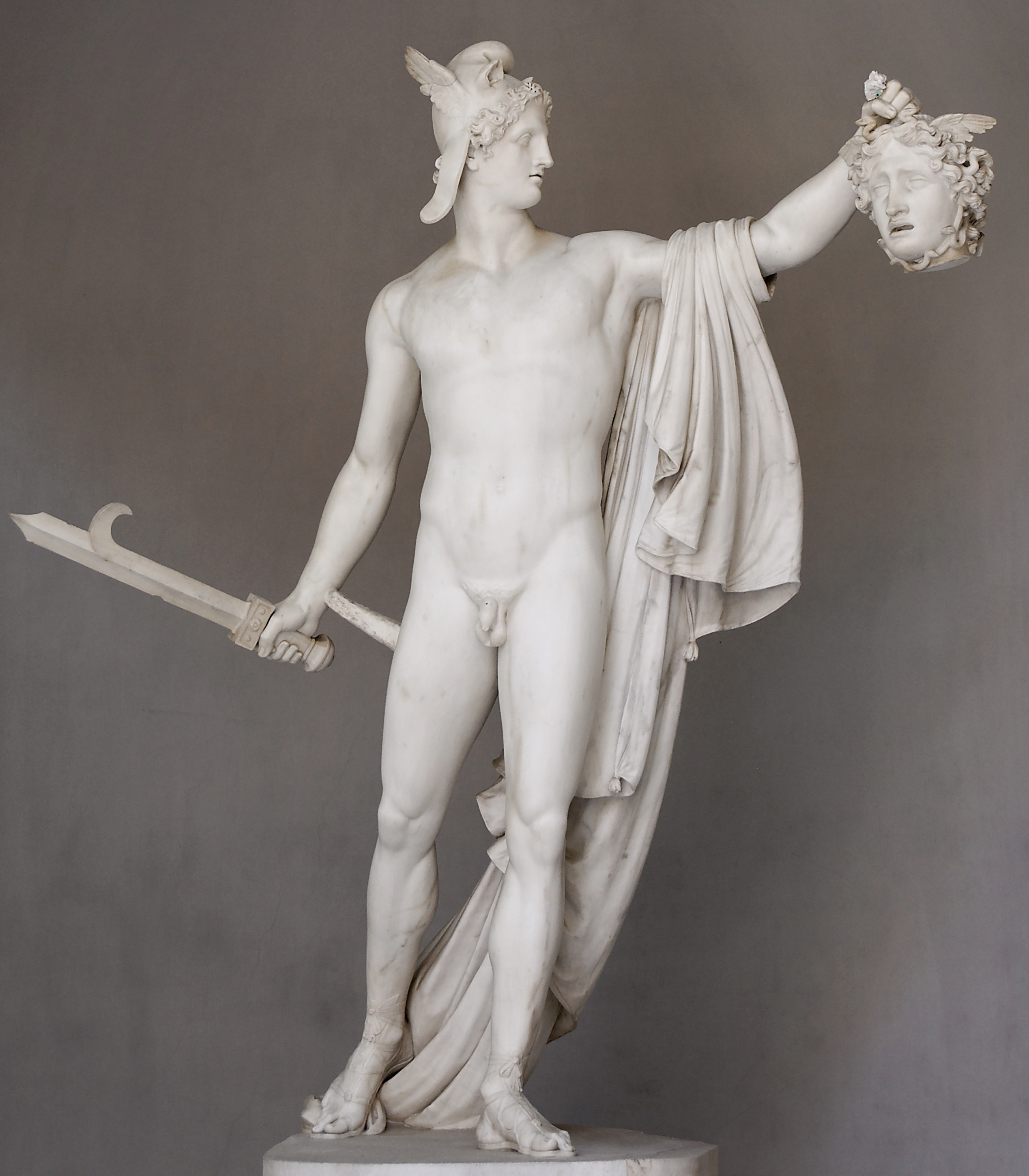
Perseus mit dem Haupt der Medusa (Antonio Canova, 1804–1806)

## Bildliche Darstellungen

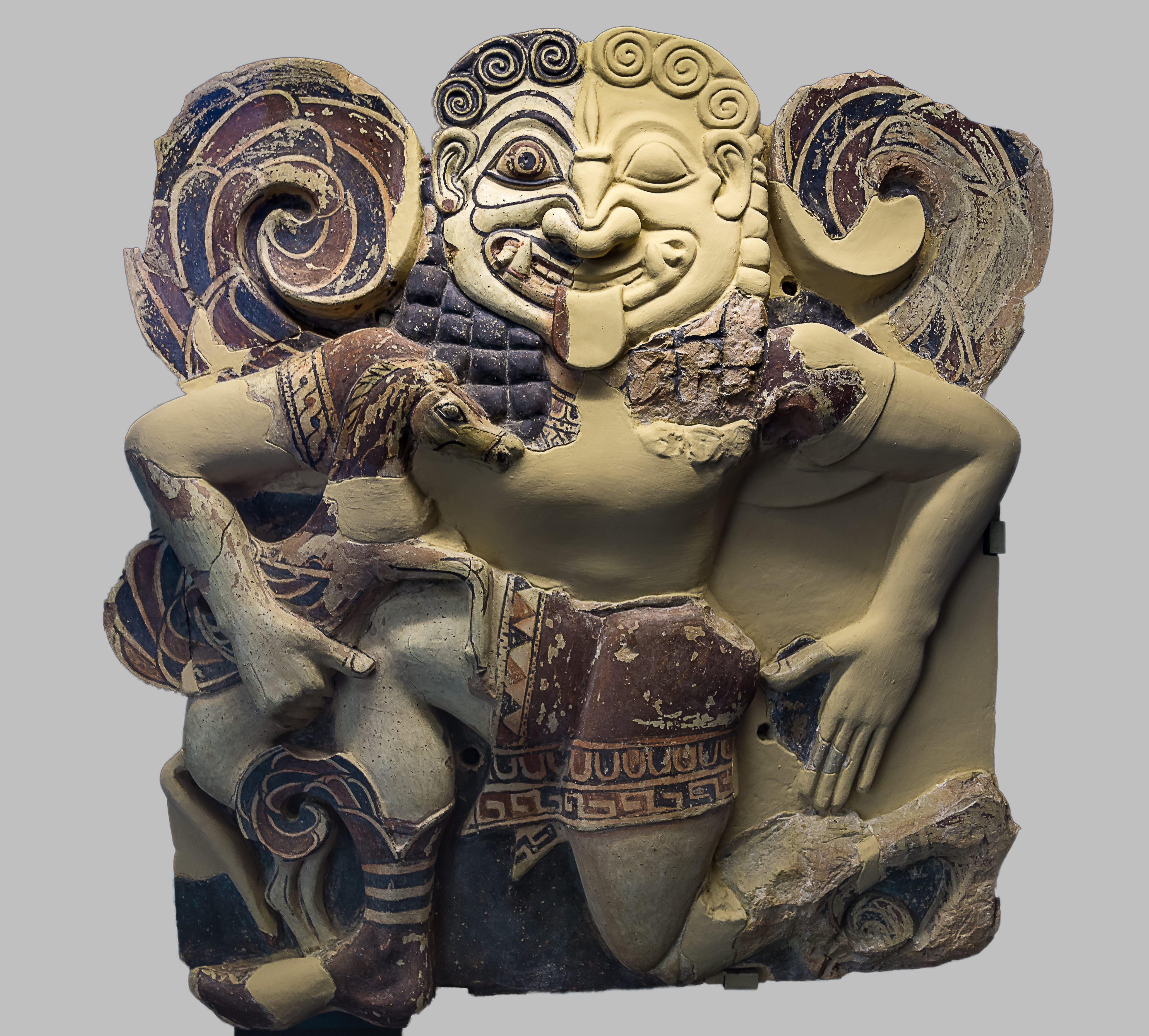
Terrakottaplakette aus dem 7. Jahrhundert v. Chr. (Syrakus), die eine geflügelte Gorgoneion darstellt. In der rechten Hand hält sie Pegasos, das geflügelte Pferd

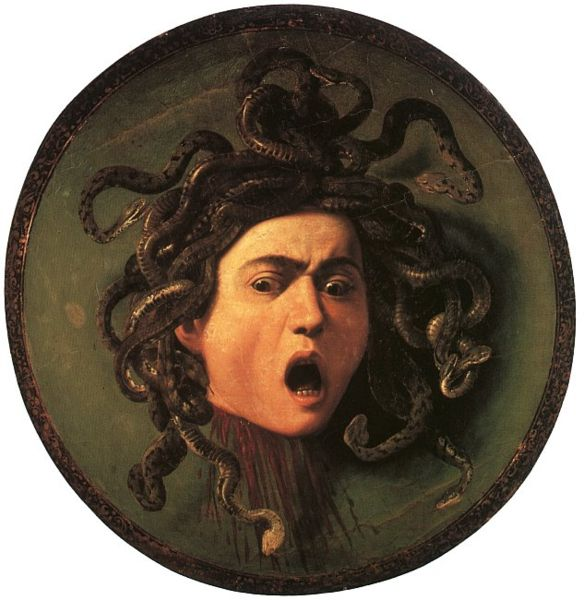
Caravaggio: Das Haupt der Medusa, spätes 16. Jh.

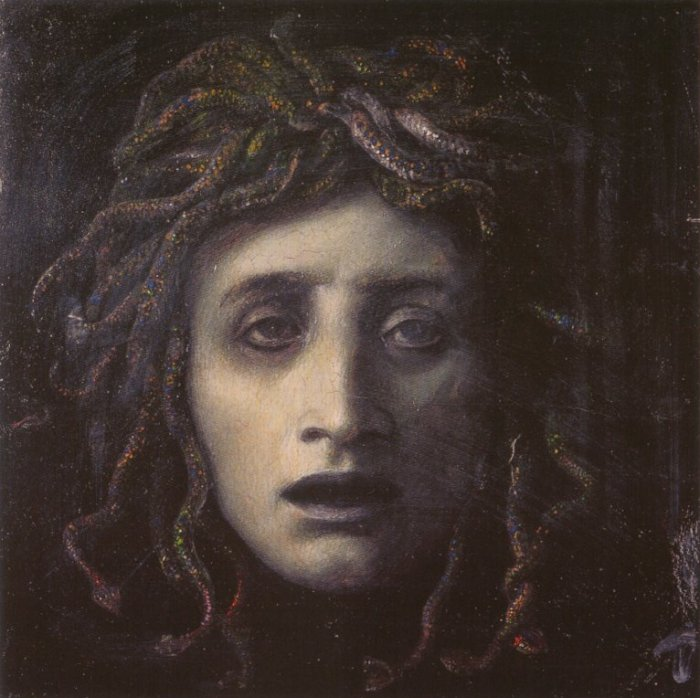
Arnold Böcklin: Medusenhaupt, 1878

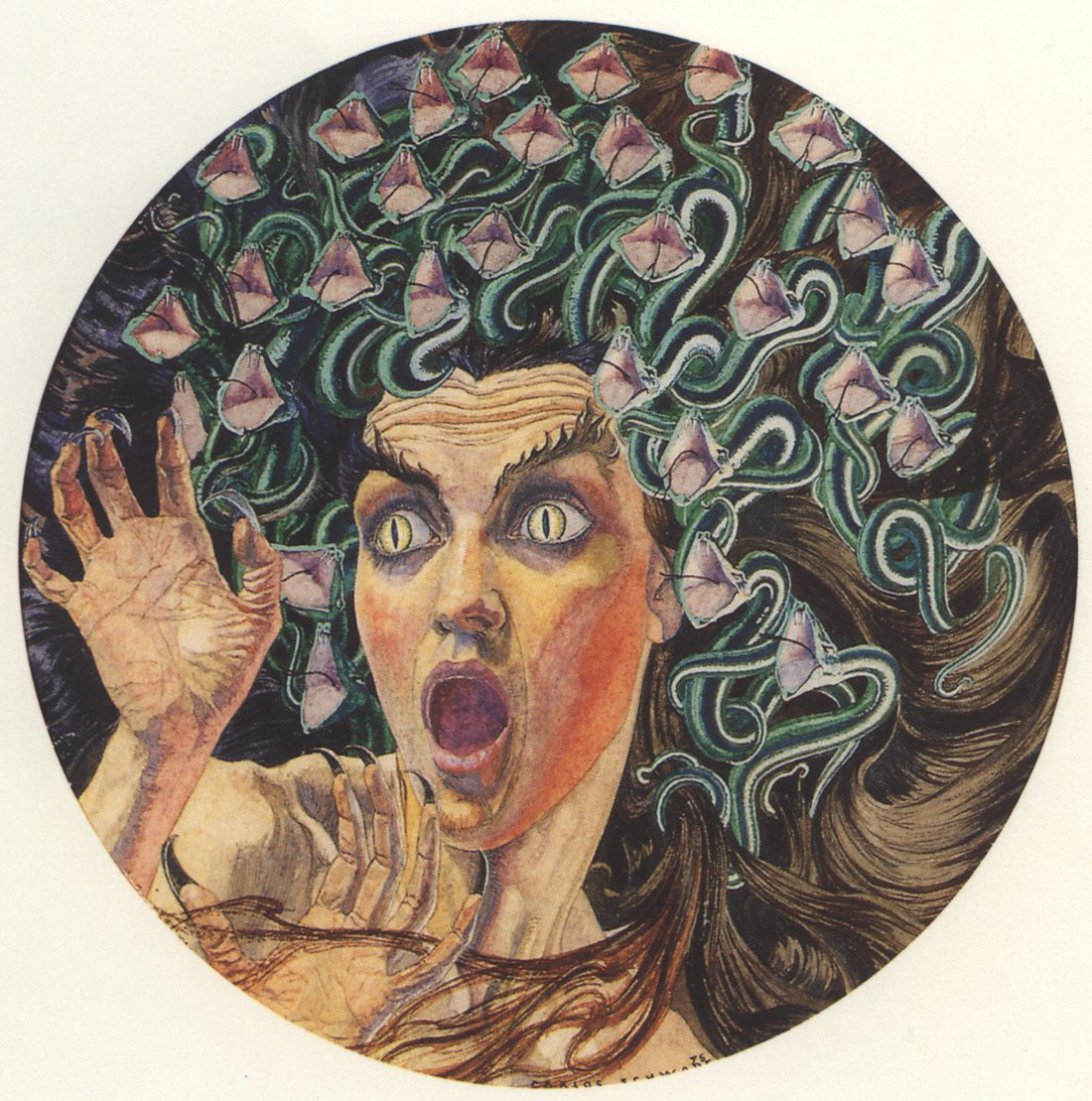
Carlos Schwabe: Medusa, 1890

Die „Medusa Rondanini“ des griechischen Bildhauers Phidias prägte den klassisch-schönen Medusentypus. Geschaffen um 450 v. Chr. für den Schild einer Athenestatue im Parthenon, befindet sich die 38 Zentimeter große Marmorskulptur heute in der Münchner Glyptothek, nachdem sie 1815 der bayerische Kronprinz Ludwig aus der Sammlung Rondanini in Rom für die eigene Sammlung erworben hatte. Bei dieser Skulptur sind zwei Schlangen unter dem Kinn zusammengebunden, deren Köpfe aus dem sonst natürlichen Haar hervorragen. Das Werk gilt als ein Höhepunkt der antiken Skulptur, da es die Medusa nach dem hellenistischen Ideal und ohne Schrecken darstellt.
Besonders bekannte spätere künstlerische Verarbeitungen setzten mit der Renaissance und dem Künstler Benvenuto Cellini ein, dessen Perseus-Plastik diesen beim Bezwingen der Medusa zeigt. Weitere berühmte Darstellungen des „Haupt der Medusa“ stammen von Caravaggio und Peter Paul Rubens, das letztere mit Schlangen vom berühmten Tiermaler Frans Snyders.
Auch Skulpturen von Camille Claudel (1864–1943) und Auguste Rodin (1840–1917) stellen Perseus und Medusa dar. Claudels Perseus liegt die enthauptete, geflügelte Medusa zu Füßen; Perseus hält das Haupt in seiner Linken und lässt es in einen Spiegel in seiner Rechten blicken. Der Perseus Rodins streckt den Kopf der Medusa weit von sich und scheint sich schwebend erheben zu wollen, während die enthauptete Medusa noch mit einer Hand das Gelenk seines rechten Fußes umklammert. Beide Skulpturen lassen sich als Symbole der Liebesbeziehung zwischen Claudel und Rodin interpretieren.

Flagge Siziliens

Den Kampf zwischen Perseus und Phineus zeigt eindrucksvoll und erstaunlich expressionistisch Franz von Stuck. Die Flagge Siziliens verwendet den Kopf der Medusa innerhalb einer Triskele.

## Rezeption

### Film
- 1978: Medusa
- 1981: Kampf der Titanen, hier tritt Medusa als von dem Trickspezialisten Ray Harryhausen animierte Figur in Erscheinung.
- 2010: Kampf der Titanen (2010), dargestellt von Natalja Michailowna Wodjanowa
- 2020: Medusa – Die Schlangenkönigin[26]
- 2021: Black Medusa, Schwarzweißfilm von Youssef Chebbi und ismaël

### Theater
- 2022: Like Lovers Do (Memoiren der Medusa), von Sivan Ben Yishai, aufgeführt bei den Münchner Kammerspielen.[27]

- 2023: #MeToo Medusa. Ein feministischer Wutausbruch. Theaterstück von Sabine Fischmann, in dem sie Medusas Geschichte mit der Thematisierung von sexuellem Missbrauch im zeitgenössischen Kontext verknüpfte. Aufgeführt im Frankfurter Stalburg Theater.[28]

### Videospiele
- 1987:  NetHack
- 2005: God of War, der Spieler muss Medusa besiegen und kann danach, wie auch Perseus in der Sage, ihren abgetrennten Kopf benutzen, um Gegner zu versteinern. Beim Nachfolger God of War II gibt es dieselbe Spielmechanik, diesmal allerdings mit dem Kopf der Euryale.
- 2018: Assassin’s Creed Odyssey, hier tritt Medusa als Gegnerin des Spielers in Erscheinung.

## Trivia
Die Figur hat auch in die Populärkultur Einzug gehalten; so bildet ein Medusenkopf das Logo der italienischen Modefirma Versace. Gorgonen finden sich in Computerspielen, etwa in Heroes of Might and Magic 3, Dota 2, Castlevania und God of War (2005) sowie in Age of Mythology, Titan Quest, Assassin’s Creed Odyssey und NetHack (in dessen Welt Perseus versteinert wurde, aber seinen Schild zurückgelassen hat).